# دانيال بيرنهاردسون
دانيال بيرنهاردسون (31 يناير 1978 في السويد - ) هو لاعب كرة قدم سويدي في مركز الدفاع. لعب مع غيفلي وÅrsunda IF ‏.

## وصلات خارجية
- دانيال بيرنهاردسون على موقع اتحاد السويد (السويدية)
- دانيال بيرنهاردسون على موقع قاعدة بيانات كرة القدم.إي يو (الإنجليزية)